# Milovan Petrović
Milovan Petrović (mak. Милован Петровиќ) (Kavadarci, 23. siječnja 1990.) je makedonski nogometaš koji trenutačno igra za Osijek kao veznjak.

## Igračka karijera
S Rabotničkim iz Skoplja je osvojio jedno makedonsko prvenstvo (2013./14.) i dva nogometna kupa (2013./14. i 2014./15.).

### Domaća klupska natjecanja
| Sezona    | Klub                  | Liga                           | Rang | Utakmica (golova) |
| --------- | --------------------- | ------------------------------ | ---- | ----------------- |
| 2008./09. | FK Tikveš Kavadarci   | Makedonska treća liga - Jug    | 4.   |                   |
| 2009./10. | FK Pobeda Prilep      | Prva makedonska nogometna liga | 1.   | 25 (1)            |
| 2010./11. | FK Rabotnički Skoplje | Prva makedonska nogometna liga | 1.   | 24 (3)            |
| 2011./12. | FK Rabotnički Skoplje | Prva makedonska nogometna liga | 1.   | 8 (0)             |
| 2012./13. | FK Rabotnički Skoplje | Prva makedonska nogometna liga | 1.   | 25 (0)            |
| 2013./14. | FK Rabotnički Skoplje | Prva makedonska nogometna liga | 1.   | 32 (0)            |
| 2014./15. | FK Rabotnički Skoplje | Prva makedonska nogometna liga | 1.   | 29 (0)            |
| 2015./16. | FK Rabotnički Skoplje | Prva makedonska nogometna liga | 1.   | 32 (1)            |
| 2016./17. | NK Osijek             | 1. HNL                         | 1.   |                   |

### Europska klupska natjecanja
| Sezona    | Klub                  | Natjecanje                         | Utakmica (golova) |
| --------- | --------------------- | ---------------------------------- | ----------------- |
| 2011./12. | FK Rabotnički Skoplje | UEFA Europska liga (kvalifikacije) | 6 (3)             |
| 2011./12. | FK Rabotnički Skoplje | UEFA Europska liga                 | 1 (0)             |
| 2014./15. | FK Rabotnički Skoplje | UEFA Liga prvaka (kvalifikacije)   | 2 (0)             |
| 2015./16. | FK Rabotnički Skoplje | UEFA Europska liga (kvalifikacije) | 7 (0)             |

### Reprezentacija
U razdoblju od 2008. do 2010. godine nastupa za makedonsku U-21 reprezentaciju, za koju je zabilježio 9 nastupa. Za seniorski tim debitirao je 5. rujna 2015. godine.

## Ostalo
Milovana Petrovića UEFA je 2012. godine zajedno s Dinom Najdoskim kaznila jednom godinom nenastupanja u europskim natjecanjima zbog pozitivnog rezultata na doping testiranju.

## Vanjske poveznice
- Profil na stranicama Makedonskog nogometnog saveza